# کالامزو (میشیگان)
کالامزو، میشیگان (به انگلیسی: Kalamazoo, Michigan) یک شهر در ایالات متحده آمریکا با جمعیت ۷۴٬۲۶۲ نفر است که در شهرستان کالامازو، میشیگان واقع شده‌است. این شهر بین دیترویت و شیکاگو قرار گرفته و دانشگاه میشیگان غربی در این شهر است .

## موقعیت جغرافیایی
موقعیت جغرافیایی شهرها و مناطق اطراف به شرح زیر است:

## نگارخانه

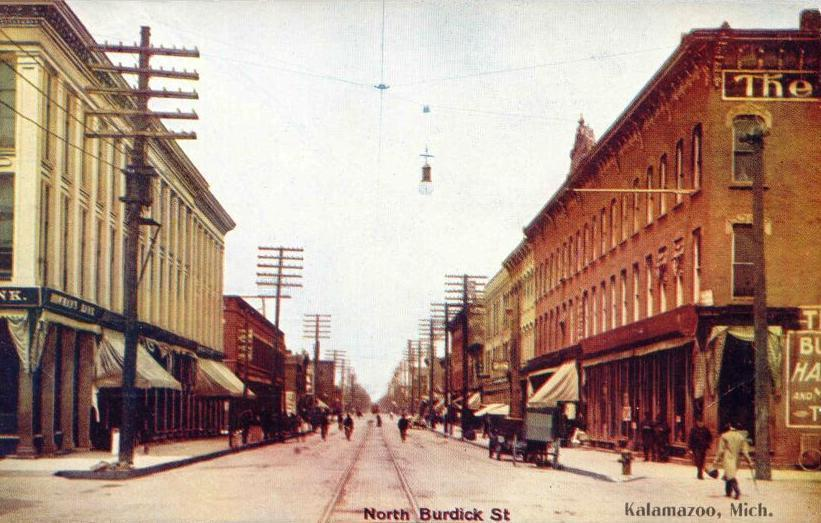
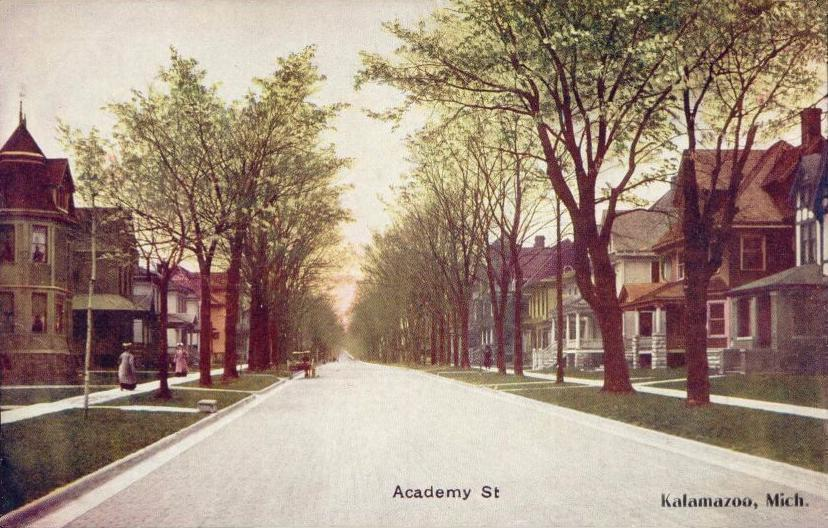
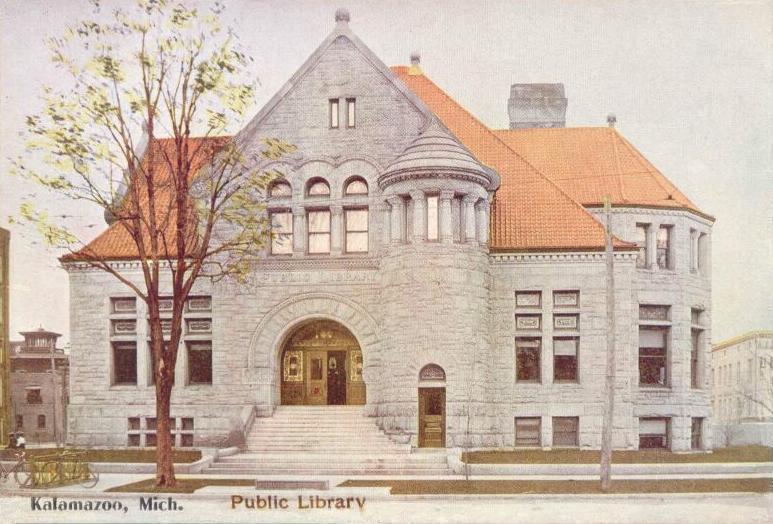
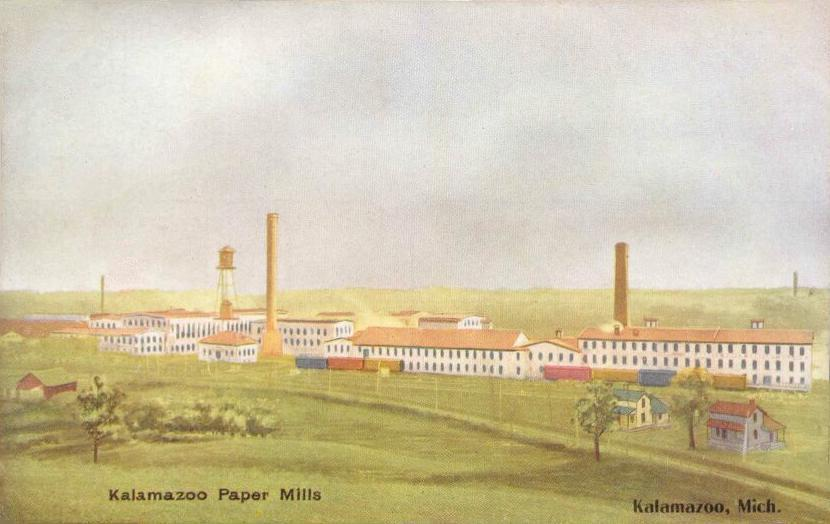